# إزابيل الثانية (جزيرة)
جزيرة إزابيل الثانية (بالإسبانية: Isla Isabel II) جزيرة إسبانية تقع في البحر الأبيض المتوسط، هي إحدى الجزر الثلاثة المكونة لأرخبيل جزر إشفارن.
تبلغ مساحة جزيرة إزابيل الثانية 0,153 كم² وتبلغ عدد سكانها 30 نسمة.